# Campeón del Universo
El Campeón del Universo (Tryco Slatterus) es un personaje ficticio que aparece en los cómics estadounidenses 
publicados por Marvel Comics. Él no es necesariamente un villano, pero ha desempeñado el papel en el pasado a través de sus acciones impetuosas y arrogantes.

## Historial de publicaciones
Apareció por primera vez en Marvel Two-in-One Annual # 7 (1982), y fue creado por Tom DeFalco y Ron Wilson.

## Biografía del personaje ficticio
El Campeón es uno de los alienígenas, Ancianos del Universo. Él es un inmortal que dice haber nacido hace miles de millones de años en la Nebula de Ancrindo en la dirección de las Nubes de Magallanes. Aunque desea demostrar que es el mejor guerrero del universo, generalmente lo hace de manera justa. Se mantiene ocupado luchando guerreros poderosos en todo el universo. El Promotor Supremo del Campeón del Universo llamado Proja precedió el viaje del Campeón a la Tierra y reclutó a ocho de los héroes masculinos más fuertes de la Tierra (el campeón había decidido eones antes que las hembras eran inferiores y no valía la pena pelear). El Campeón luego forzó su participación amenazando con destruir el planeta si no lo combatieran por aquellos indignos del regalo glorioso que es el verdadero espíritu de competencia que sería "purificado". El Campeón desafió a los superhéroes; Cosa, Namor, Hulk, Coloso, Sasquatch, Thor, Doc Samson y Wonder Man en un combate de boxeo en el Madison Square Garden mientras que un campo de fuerza está a su alrededor y los llevó a su instalación de entrenamiento extradimensional para prepararse para el partido. El Campeón terminó descalificando a Namor por negarse a rebajarse a entrenar. Luego descalificó al Doc Samson por no ser lo suficientemente habilidoso para calificar como oponente. Cuando llegó el día del combate de boxeo, Thor fue descalificado por arrojar su martillo Mjolnir (se le permitió usarlo ya que no tenía poder sin él), Hulk fue descalificado porque el Campeón se negó a "ensuciar sus manos con un animal sin mente" "Wonder Man fue descalificado por romper el ring después de ser maltratado en la primera ronda, Sasquatch fue noqueado en la primera ronda, y Coloso fue derrotado por nocaut técnico en la primera ronda cuando no pudo continuar luchando. Solo de todos los superhéroes de la Tierra no descalificados anteriormente, la Cosa logró mostrar una apariencia de lucha contra el Campeón y duró más tiempo que cualquier oponente anterior que el Campeón había peleado. De todos los oponentes que el Campeón alguna vez enfrentó, solo la Cosa duró más de dos rondas. Aunque el Campeón luchó contra Thing y finalmente lo derrotó con facilidad, la Cosa no se rendiría, ya que estaba convencido de que todo el planeta estaba en peligro. Cosa creía que todo el mundo dependía de él, y luchó a pesar de los huesos rotos y ser eliminado del ring. Lo que sorprendió al Campeón con su capacidad de recuperación y coraje al llevar al Campeón a decir que la Cosa era el oponente que había buscado a través de las edades, el que requeriría toda su fuerza y habilidad. Su mandíbula rota y severamente golpeada después de colapsar al final de la tercera ronda, La Cosa se arrastró por el ring para exigir que la pelea continúe cuando el Campeón se adjudicó la victoria. Cuando se vio obligado a elegir entre matar a su oponente derrotado o ceder, el Campeón cedió. Cuando la Cosa dijo que era "demasiado estúpido y feo para darse por vencido", el Campeón respondió que nunca podría vencer a la Cosa. Él podría romper sus huesos y su cuerpo, pero no podía romper su espíritu. El Campeón luego declaró que cualquier planeta que pudiera producir un campeón como el Cosa era un mundo verdaderamente digno.
El Campeón más tarde intentó matar al Silver Surfer para evitar que interfiera con un plan de Skrull para usar a Nova para obligar a Galactus a destruir el Imperio Kree. El Campeón fue vencido por Silver Surfer, sufriendo su primera derrota conocida en combate (sin embargo, es notable que el Surfer usó el Poder Cósmico para derrotar al Campeón en lugar de atacarlo físicamente). El Campeón fue uno de los once Ancianos que intentaron reiniciar el universo matando a Galactus. Intentó matar a Mantis pero ella fue rescatada por Silver Surfer. El Campeón luchó contra Galactus y Silver Surfer pero se convirtió en energía y fue consumido por Galactus. El Campeón y los otros cuatro Ancianos devorados por Galactus causaron a Galactus "indigestión cósmica" desde adentro hasta que fueron forzados a salir de él por el Amo del Orden y Señor del Caos. Cuando se le pidió que ayudara a Silver Surfer y Nova a ayudar a Galactus a derrotar al In-Betweener, el Campeón fue uno de los cuatro Ancianos que estuvo de acuerdo y frenó físicamente al Gran Maestro para evitar que se opusiera a ellos. Una vez que In-Betweener había sido derrotado por Galactus, los cinco Ancianos usaron sus Gemas Infinitas para viajar instantáneamente muy lejos de Galactus y su venganza. Como resultado, el Campeón terminó con la Gema de Poder (una de las Gemas del Infinito) en su poder. Thanos eventualmente rastreó al Campeón hasta el planeta Tamarata, y engañó al Campeón para causar una disrupción sísmica que destruyó a Tamarata, forzándolo a perder su Gema Infinita para transportarla a otro planeta. Sin embargo, en lugar de ayudar al Campeón después de recibir la Gema, Thanos hizo que el Campeón cayera a otro mundo.
Mucho más tarde, una vez más en posesión de la Gema de Poder, el Campeón se había establecido en el planeta Skardon, cuyo skard nativo existe en una cultura de "poder hace justicia"; todas las disputas, incluidas las cuestiones de derecho, se resuelven en un juicio por combate, y el ganador de la lucha se convierte en el ganador de la disputa. Al derrotar a los luchadores más poderosos de Skardon en la arena nativa del ring de boxeo, el campeón se convirtió en el gobernante del planeta. Luego deliberadamente permitió que las condiciones de vida se deterioraran en Skardon, y dejó saber que continuaría haciéndolo hasta que un "digno retador" lo derrotara y lo destronara. Adam Warlock respondió a este desafío y derrotó al Campeón con una "explosión kármica" de otra gema infinita, la gema del alma, pero cometió el error de hacerlo fuera del ring y sin participar en el combate mano a mano. por lo tanto, no era una derrota "legal" a los ojos del Skard, y el Campeón mantuvo su posición como gobernante. Adam Warlock y sus antiguos aliados de Guardia del Infinito, Gamora y Pip el Troll reclutaron entonces a seres cósmicamente poderosos de todo el universo, con la intención de destronar al Campeón en el ring según la ley de Skardon, pero el Campeón logró vencer a todos los que llegaron, incluido Drax el Destructor, Gladiador, Beta Ray Bill, Silver Surfer y Adam Warlock mismo. El Campeón finalmente fue derrocado por She-Hulk, quien fue enviado a Skardon como representante del cuerpo judicial universal conocido como Magistrati, a petición de Pip. Después de luchar inicialmente contra el campeón hasta su casi derrota, She-Hulk usó su experiencia como abogada y su poder físico para su ventaja, solicitando y recibiendo un "llamado" al juicio por combate, programado para tres meses después. Al descubrir que la ley de Skardon prohíbe el uso de armamento u otros objetos extraños en la arena de una disputa legal, solicitó que el Campeón la enfrente en una revancha sin usar la Gema de poder. Con el Campeón limitado a su propio poder, sin una fuente de poder externa omnipotente, y She-Hulk se entrenó para aumentar tanto su fuerza como sus habilidades de combate en el tiempo entre su primera prueba y el atractivo, el Campeón rápidamente recibió su primer golpe. derrota conocida dentro del ring. También perdió el uso de la Gema de Poder, habiendo hecho una apuesta con She-Hulk en la que acordó no volver a usar la Gema nunca más si ella lo derrotara.
Después de caer ante She-Hulk, el Campeón tomó el nuevo nombre de "El Caído" en desgracia. También intentó vengarse a través de un proxy, pasando la Gema Poder al archienemiga Titania (que tampoco pudo derrotar a She-Hulk). Al enterarse de que el Campeón puede devolver la Gema de Poder que contiene el "Poder Primordial" a sí mismo en cualquier momento, Titania lo aplastó con una masa rocosa gigante, creyendo que lo mantendrían enterrado debajo de él.
Cuando el Deadpool Corps fue elegido para derrotar a La Conciencia, el Campeón los consideró indignos y trató de desafiarlos. Sin embargo, es engañado y dejado varado en un planeta vacío después de que el Cuerpo de Deadpool le robe su motocicleta. Después de ser rescatado por el Jardinero, el Campeón rastrea a Deadpool en un bar y comienza a luchar, pero finalmente se convence de unirse al equipo bajo el nombre de "Championpool". Pronto es engañado para ir a luchar en otro planeta desierto, solo para descubrir que no hay guerreros para luchar y su ciclo de cohetes no tiene combustible, dejándolo varado.
El Campeón del Universo estuvo con los otros Ancianos del Universo durante el encuentro de Thanos con ellos. Thanos causó las supuestas muertes de los presentes.
Después de que el Multiverso fuera restaurado siguiendo la historia de "Guerras Secretas", el Campeón del Universo participó en un Concurso de Campeones entre los Ancianos del Universo con el fin de determinar quién mantendría el Poder Primordial que ahora es abundante en todo el universo. Fue eliminado del concurso cuando sus campeones desconocidos perdieron.
Thane y Muerte enviaron al Campeón del Universo para reclutar a Starfox en un plan para derrotar a Thanos cuando se enteran de que Thanos está muriendo.

## Poderes y habilidades
El Campeón controla una fuente de energía llamada Potencial Primordial. Esta energía es aparentemente energía residual que queda del Big Bang mismo. El Campeón ha pasado innumerables eones canalizando esta fuerza de energía en la perfección de su forma física. Físicamente, él es el más poderoso de los Ancianos, pero no puede canalizar la energía hacia las explosiones de la fuerza, el vuelo, la manipulación de la materia, la telepatía o aumentar su inteligencia como pueden hacerlo los otros Ancianos.
El Campeón posee una gran fuerza física, que solo está limitada por la cantidad de fuerza cósmica que su cuerpo puede contener. La Cosa notó que el Campeón lo golpeó más fuerte que Hulk o Silver Surfer (sin usar la Gema de Poder en ese momento). Cuando Reed Richards midió los niveles de potencia residual que quedaron cuando Campeón secuestró a la Cosa, declaró que el campeón estaba en un nivel más alto que Galactus. Esto probablemente no represente los niveles de potencia máxima de Galactus, ya que las mediciones de Reed se basarían en la fuerza de Galactus en una de sus seis reuniones previas, durante varias de las cuales, Galactus se vio extremadamente debilitado por el hambre.
El cuerpo del Campeón no se cansa por el esfuerzo físico, ya que su musculatura no genera ácidos lácticos y, como Poder Primordial lo sostiene, no está limitado por la necesidad de comida, bebida o sueño, y es prácticamente inmune al envejecimiento, las enfermedades y infecciones. Él puede existir desprotegido en el vacío del espacio indefinidamente. Es extremadamente resistente a todas las formas de lesiones convencionales, y además la muerte ha impedido que los Ancianos entren en su reino, convirtiendo literalmente al Campeón en inmortal. Sin embargo, esto no lo hace inmune al daño. Las costillas del Campeón han sido rotas por la Cosa, y She-Hulk lo ha golpeado hasta dejarlo inconsciente.(en parte debido a la sorpresa y su falta de estima desde hace mucho tiempo por las mujeres, cuando se había entrenado a lo que se decía que estaba cerca de la fuerza de Hulk), o al poder cósmico de Silver Surfer.
El Campeón es un combatiente mano a mano maestro en una amplia gama de miles de diferentes artes marciales y estilos de lucha tomados de lugares en todo el universo, pero tiende a preferir el boxeo.
Mientras poseía la Gema de Poder, el Campeón lo usó inconscientemente para aumentar aún más su poder con su furia, de modo que durante su pelea con Thanos su fuerza aumentó hasta el punto en que destruyó el planeta en el que luchaban con un solo golpe. Mientras empuñaba la Gema del poder como un amuleto de buena suerte, el Campeón podía manipular campos de batalla enteros para su diversión. Podía soportar disparos directos, puntuales y consistentes de los haces de energía de Thanos a máxima potencia. Thanos notó que el alboroto del Campeón fue una de las pocas fuerzas que pudo provocar que su campo de fuerza personal se doblegara y se desenganchara.

## Características
El Campeón es un individuo completamente despiadado y de sangre fría que siempre busca la emoción de la batalla. Cuando se presentó por primera vez, estaba más que dispuesto a aniquilar a toda la población de la Tierra a menos que un luchador lo derrotara limitado a las reglas del boxeo. Sin embargo, cedió cuando quedó impresionado por la habilidad de la Cosa de desafiarlo (romperse las costillas) y su espíritu implacable para que nunca se diera por vencido, y salvó a la Tierra y declaró el combate un empate en lugar de matar a su oponente. Al colaborar con los otros Ancianos, planeó destruir el Universo para renacer como nuevas versiones de Galactus. En la miniserie "Thanos Quest" mató a toda una población planetaria de soldados solo por deporte. Más tarde asumió el liderazgo de otro planeta e indiferentemente puso a la población en guerra civil, para provocar desafiantes aspirantes a buscarlo y ponerle fin. Es un chauvinista fuerte, y no considera a las mujeres como oponentes dignas de él, solo "apreciando" su valor como cortesanas o criadores.
El Poder Primordial sostiene a los Ancianos a través de su propio deseo y voluntad de continuar persiguiendo sus diversos intereses. Los intereses del Campeón, por supuesto, son pelear, entrenar para luchar y buscar oponentes para pelear. Si el Campeón se fuera desinteresado de sus actividades y decidiera no continuar, podría potencialmente morir como resultado, aunque como la Muerte decretó que ningún Anciano podría entrar en su reino, esto puede no ser cierto.
Aunque tiene varios miles de millones de años, el Campeón no es tan inteligente como la mayoría de los Ancianos del Universo conocidos, en parte porque la mayoría ha elegido desarrollar sus mentes junto con sus cuerpos físicos. De todos modos, él tiene cierta familiaridad con las tecnologías alienígenas avanzadas que superan la comprensión de la mayoría de los terrícolas, y se ha mostrado como un estratega astuto cuando no está cegado por la ira.

## En otros medios

### Televisión
El Campeón del Universo aparece en la tercera temporada de Guardianes de la Galaxia, episodio "We are the Champions", con la voz de Talon Warburton. En este espectáculo, Tryco Slatterus se hace llamar el Campeón del Universo y no se toma en serio. Llega a Knowhere para luchar contra Drax el Destructor cuando ya no quiere ser un destructor. Después de un tiempo de espera en el bergantín en manos de Cosmo el perro espacial, Drax falla al cocinar en Starlin y descubre que el Campeón del Universo está tratando de drenar la energía cerebral de Knowhere. Con la ayuda de Cosmo el perro espacial, Drax el Destructor es arrojado al Continuum Cortex de Knowhere, donde fue enviado a un lugar desconocido que ni siquiera Cosmo sabe a dónde fue transportado.

### Parodia
También aparece a modo de parodia como La Tonina (Rasslor en inglés) en el segmento adicional del Laboratorio de Dexter, Marca M para Monkey, en donde se enfrenta a Los Amigos de la Justicia en su búsqueda de un oponente digno. Dicho episodio lleva por nombre La Gran Tonina, y fue transmitido en Cartoon Network para los Estados Unidos el siete abril de mil novecientos noventa y seis.